# Elk Point (Stati Uniti d'America)
Elk Point è un centro abitato (city) degli Stati Uniti d'America, situato nella contea di Union nello Stato del Dakota del Sud, della quale è capoluogo. La popolazione era di 1,963 persone al censimento del 2010.

## Storia
I britannici stabilirono un luogo di commercio della Compagnia della Baia di Hudson nel 1755 presso l'odierna Elk Point. Elk Point prende questo nome a causa delle alci abbondanti nella zona. La città venne incorporata nel 1873.

## Geografia fisica
Elk Point è situata a 42°41′08″N 96°40′54″W (42.685512, -96.681789).
Secondo lo United States Census Bureau, ha un'area totale di 1,36 miglia quadrate (3,52 km²).

## Società

### Evoluzione demografica
Secondo il censimento del 2010, c'erano 1,963 persone.

### Etnie e minoranze straniere
Secondo il censimento del 2010, la composizione etnica della città era formata dal 97,0% di bianchi, lo 0,3% di afroamericani, lo 0,6% di nativi americani, lo 0,2% di asiatici, lo 0,8% di altre etnie, e l'1,2% di due o più etnie. Ispanici o latinos di qualunque etnia erano l'1,5% della popolazione.